# 小拟海牛
小拟海牛（学名：Philinopsis minor）为拟海牛科拟海牛属的动物，是中国的特有物种。分布于山东等地，属于温带性种类。其常生活于潮间带泥砂质底。